# Festival de Cannes 2005
Le cinquante-huitième Festival de Cannes a lieu du 11 au 22 mai 2005 avec Emir Kusturica pour président du jury. La maîtresse de cérémonie est l'actrice belge Cécile de France.

## Faits marquants
Benoît Jacquot confessa en 2020 que le jury était très fortement opposé à Emir Kusturica qui voulait donner la Palme d'or à Broken Flowers.

## Jurys

### Compétition
| Image | Nom                                | Qualité      | Nationalité                  |
| ----- | ---------------------------------- | ------------ | ---------------------------- |
|       | Emir Kusturica (président du jury) | réalisateur  | Serbie-et-Monténégro France, |
|       | Fatih Akin                         | réalisateur  | Allemagne                    |
|       | Javier Bardem                      | acteur       | Espagne                      |
|       | Nandita Das                        | actrice      | Inde                         |
|       | Salma Hayek                        | actrice      | Mexique                      |
|       | Benoît Jacquot                     | réalisateur  | France                       |
|       | Toni Morrison                      | écrivaine    | États-Unis                   |
|       | Agnès Varda                        | réalisatrice | France                       |
|       | John Woo                           | réalisateur  | Chine                        |

### Caméra d'or
- Abbas Kiarostami, président (réalisateur - Iran)
- Patrick Chamoiseau (écrivain - France)
- Malik Chibane (réalisateur - France)
- Romain Winding (directeur de la photographie - France)
- Scott Foundas (critique - États-Unis)
- Roberto Turigliatto (Festival de Turin - Italie)
- Luc Pourrinet (technicien - France)
- Yves Alion (critique - France)
- Laura Meyer (cinéphile - France)

### Un certain regard
- Alexander Payne, président (réalisateur et scénariste - États-Unis)
- Betsy Blair (actrice - États-Unis)
- Sandra Den Hamer (directrice du Festival de Rotterdam - Pays-Bas)
- Katia Chapoutier (journaliste - Canada)
- Geneviève Welcomme (journaliste - France)
- Gilles Marchand (réalisateur et scénariste - France)
- Eduardo Antin (Quintin) (critique et écrivain - Argentine)

### Cinéfondation et courts métrages
- Edward Yang, président (réalisateur - Taïwan)
- Chantal Akerman (réalisatrice - Belgique)
- Sylvie Testud (actrice - France)
- Yousry Nasrallah (réalisateur - Égypte)
- Colin MacCabe (critique et écrivain - Irlande)

## Sélections

### Sélection officielle

#### Compétition
La sélection officielle en compétition se compose de vingt-et-un films :
| Titre                      | Réalisation                                       | Pays         | Distribution                                                                                         |
| -------------------------- | ------------------------------------------------- | ------------ | --- |
| Lemming (film d'ouverture) | Dominik Moll                                      | France       | Laurent Lucas, Charlotte Gainsbourg, Charlotte Rampling, André Dussollier                            |
| A History of Violence      | David Cronenberg                                  | Canada       | Viggo Mortensen, Maria Bello, William Hurt, Ed Harris                                                |
| Bashing                    | Masahiro Kobayashi                                | Japon        | Fusako Urabe, Takayuki Katô                                                                          |
| Batalla en el cielo        | Carlos Reygadas                                   | Mexique      | Marcos Hernandez, Anapola Mushkadiz                                                                  |
| Broken Flowers             | Jim Jarmusch                                      | États-Unis   | Bill Murray, Sharon Stone, Jeffrey Wright, Frances Conroy, Jessica Lange, Tilda Swinton, Julie Delpy |
| Caché                      | Michael Haneke                                    | Autriche     | Juliette Binoche, Daniel Auteuil, Lester Makedonsky                                                  |
| Conte de cinéma            | Hong Sang-soo                                     | Corée du Sud | Kim Sang-kyung, Lee Ki-woo, Uhm Ji-won                                                               |
| Don't Come Knocking        | Wim Wenders                                       | Allemagne    | Sam Shepard, Jessica Lange, Tim Roth, Gabriel Mann, Sarah Polley                                     |
| Election                   | Johnnie To                                        | Chine        | Nick Cheung, Louis Koo, Tony Leung Ka-fai, Simon Yam                                                 |
| L'Enfant                   | Jean-Pierre et Luc Dardenne                       | Belgique     | Jérémie Renier, Déborah François, Jérémie Ségard                                                     |
| Une fois que tu es né      | Marco Tullio Giordana                             | Italie       | Alessio Boni, Michela Cescon                                                                         |
| Free Zone                  | Amos Gitaï                                        | Israël       | Natalie Portman, Hanna Laslo, Hiam Abbass, Carmen Maura                                              |
| Kilomètre zéro             | Hiner Saleem                                      | Irak         | Nazmî Kirik, Eyam Ekrem                                                                              |
| Last Days                  | Gus Van Sant                                      | États-Unis   | Michael Pitt, Lukas Haas, Asia Argento                                                               |
| Manderlay                  | Lars von Trier                                    | Danemark     | Bryce Dallas Howard, Isaach De Bankolé, Danny Glover, Lauren Bacall, Jeremy Davies, Chloë Sevigny    |
| Peindre ou faire l'amour   | Arnaud Larrieu et Jean-Marie Larrieu              | France       | Sabine Azéma, Daniel Auteuil, Amira Casar                                                            |
| Shanghai Dreams            | Wang Xiaoshuai                                    | Chine        | Yuanyuan Gao, Anlian Yao                                                                             |
| Sin City                   | Robert Rodriguez, Frank Miller, Quentin Tarantino | États-Unis   | Bruce Willis, Mickey Rourke, Clive Owen, Jessica Alba, Benicio Del Toro, Rosario Dawson              |
| Three Times                | Hou Hsiao-hsien                                   | Taïwan       | Chang Chen, Shu Qi                                                                                   |
| Trois Enterrements         | Tommy Lee Jones                                   | États-Unis   | Tommy Lee Jones, Barry Pepper, January Jones, Dwight Yoakam, Melissa Leo                             |
| La Vérité nue              | Atom Egoyan                                       | Canada       | Kevin Bacon, Colin Firth, Alison Lohman                                                              |

#### Un certain regard
La section Un certain regard comprend vingt-trois films :
| Titre                                                   | Réalisation           | Pays         |
| ------------------------------------------------------- | --------------------- | ------------ |
| Le Filmeur                                              | Alain Cavalier        | France       |
| Zim and Co.                                             | Pierre Jolivet        | France       |
| Le Temps qui reste                                      | François Ozon         | France       |
| Une nuit (Yek Shab)                                     | Niki Karimi           | Iran         |
| Sangre                                                  | Amat Escalante        | Mexique      |
| L'Arc (Hwal)                                            | Kim Ki-duk            | Corée du Sud |
| Delwende                                                | S. Pierre Yameogo     | Burkina Faso |
| Dark Horse                                              | Dagur Kári            | Danemark     |
| Yellow Fella                                            | Ivan Sen              | Australie    |
| Bahia, ville basse (Cidade Baixa)                       | Sérgio Machado        | Brésil       |
| Jewboy                                                  | Tony Krawitz          | Australie    |
| The King                                                | James Marsh           | États-Unis   |
| Johanna                                                 | Kornél Mundruczó      | Hongrie      |
| Cinéma, aspirines et vautours                           | Savador Gomez         | Brésil       |
| La Mort de Dante Lazarescu (Moartea domnului Lazarescu) | Cristi Puiu           | Roumanie     |
| L'Imposteur (Falscher Bekenner)                         | Christoph Hochhäusler | Allemagne    |
| Down in the Valley                                      | David Jacobson        | États-Unis   |
| La Terre abandonnée                                     | Vimukthi Jayasundara  | Sri Lanka    |
| Schläfer                                                | Benjamin Heisenberg   | Allemagne    |
| Nordeste                                                | Juan Solanas          | Argentine    |
| Eli, eli, lema sabachthani                              | Shinji Aoyama         | Japon        |
| Marock                                                  | Laïla Marrakchi       | Maroc        |
| Habana Blues (film de clôture)                          | Benito Zambrano       | Espagne      |

#### Hors compétition
- 14 mai 2005 : Kiss Kiss Bang Bang, film américain réalisé par Shane Black
- 15 mai 2005: Star Wars, épisode III : La Revanche des Sith, film américain réalisé par George Lucas.
- Match Point film américano-britannique réalisé par Woody Allen.
- Chromophobia, film anglais réalisé par Martha Fiennes.

#### Courts métrages
- There Is No Direction, film français de Sarah Bertrand

#### Cannes Classics
Longs-métrages
- 49e Parallèle de Michael Powell
- Une question de vie ou de mort de Michael Powell et Emeric Pressburger
- An Airman Letter to His Mother de Michael Powell
- Carnet de notes pour une Orestie africaine de Pier Paolo Pasolini
- Le Droit d'aimer de Sam Wood
- Le Narcisse noir de Michael Powell
- Bullitt de Peter Yates
- Il était un père d'Yasujirō Ozu
- À l'est d'Eden d'Elia Kazan
- Enamorada d'Emilio Fernández
- Je sais où je vais de Michael Powell

Documentaires
- Al'lèèssi, une actrice africaine de Rahmatou Keïta. Sur Zalika Souley

#### Cinéma de la Plage
En 2005, le Cinéma de la Plage propose une programmation composée de grands films populaires, de films musicaux et de documentaires.
| Titre                                    | Réalisation  | Pays       | Année |
| ---------------------------------------- | ------------ | ---------- | ----- |
| Star Wars, épisode IV : Un nouvel espoir | George Lucas | États-Unis | 1977  |

### Quinzaine des réalisateurs
- Alice film portugais de Marco Martins
- Be with Me film singapourien d'Eric Khoo
- Cache-cache film français d'Yves Caumon
- Crying Fist film coréen de Ryoo Seung-wan
- Douches froides film français d'Antony Cordier
- Factotum film de Bent Hamer (Norvège, États-Unis, Allemagne)
- Gémeaux film argentin d'Albertina Carri
- Guernesey film hollandais de Nanouk Leopold
- La Vie sur l'eau (Jazireh Ahani) film iranien de Mohammad Rasoulof
- Keane film américain de Lodge H. Kerrigan
- La Moustache film français d'Emmanuel Carrère
- Odete film portugais de João Pedro Rodrigues
- Room (en) film américain de Kyle Henry
- Seven Invisible Men film de Sharunas Bartas (Portugal, France, Lituanie)
- Sisters In Law film britannique de Kim Longinotto et Florence Ayisi
- Tbilisi-Tbilisi film géorgien de Levan Zakareihwilli
- La Forêt oubliée film japonais de Kohei Oguri
- The President's Last Bang film coréen de Im Sang-soo
- Travaux film français de Brigitte Roüan
- Who's Camus Anyway? film japonais de Mitsuo Yanagimachi
- Wolf Creek film australien de Greg McLean

### Semaine de la critique

#### Compétition

##### Longs métrages
- A Stranger of Mine (Unmei Janai Hito) de Kenji Uchida (Japon)
- Grain in Ear (Mang Zhong) de Zhang Lu (Chine/Corée)
- The Great Ecstasy of Robert Carmichael de Thomas Clay (Royaume-Uni)
- Moi, toi et tous les autres (Me and You and Everyone We Know) de Miranda July (États-Unis)
- L’Orizzonte degli eventi de Daniele Vicari (Italie)
- Orlando Vargas de Juan Pittaluga (Uruguay/France)
- La Petite Jérusalem de Karin Albou (France)

##### Courts métrages
- Blue Tongue de Justin Kurzel (Australie)
- Get the Rabbit Back de Kamen Kalev et Dimitar Mitovski (Bulgarie)
- Le Grand vent de Valérie Liénardy (Belgique)
- Imago... de Cédric Babouche (France)
- Jona/Tomberry de Rosto (Pays-Bas)
- Mirror Mechanics de Siegfried A. Fruhauf (Autriche)
- Respire (Hu xi) de Wi Ding-ho (Taïwan)

#### Séances spéciales

##### Longs métrages
- Les Invisibles de Thierry Jousse (France) (film d'ouverture)
- Junebug de Phil Morrison (Etats-Unis) (film de clôture)
- La Chute des feuilles (Giorgobistve) d'Otar Iosseliani (URSS)
- Los Heroes y el tiempo d'Arturo Ripstein (Mexique)
- Imposture de Patrick Bouchitey (France)

##### Courts métrages
- Echos de Michael Ramsauer (Autriche)
- Mille soleils de Mathieu Vadepied (France)
- Le Parasite (Parasiten) de Lisa Munthe (Suède)

##### Prix de la critique du court métrage
- Playing Dead de David Hunt (Royaume-Uni)
- Sous mon lit de Jihane Chouaib (France)
- Programme de vidéo clips conçu par Benoît Hické et en coproduction avec Musivision

## Palmarès

### Compétition
| Prix                            | Attribué à                                                   | Pays       |
| ------------------------------- | ------------------------------------------------------------ | ---------- |
| Palme d'or                      | L'Enfant de Luc et Jean-Pierre Dardenne                      | Belgique   |
| Grand prix                      | Broken Flowers de Jim Jarmusch                               | États-Unis |
| Prix d'interprétation masculine | Tommy Lee Jones pour Trois Enterrements de Tommy Lee Jones   | États-Unis |
| Prix d'interprétation féminine  | Hana Laszlo pour Free Zone d'Amos Gitaï                      | Israël     |
| Prix de la mise en scène        | Michael Haneke pour Caché                                    | Autriche   |
| Prix du scénario                | Guillermo Arriaga pour Trois Enterrements de Tommy Lee Jones | Mexique    |
| Prix du jury                    | Shanghai Dreams de Wang Xiaoshuai                            | Chine      |

- Caméra d'or (ex æquo) : La Terre abandonnée de Vimukthi Jayasundara et Moi, toi et tous les autres de Miranda July
- Prix Un certain regard : La Mort de Dante Lazarescu de Cristi Puiu
- Palme d'or du court métrage : Podorozhni d'Igor Strembitsky
- Mention spéciale court-métrage : Clara de Van Sowerwine
- Trophée du Festival de Cannes : George Lucas
- Premier Prix de la Cinéfondation : Buy it now de Antonio Campos

### Prix FIPRESCI
Le prix FIPRESCI du Festival de Cannes est remis à 3 films.
| Attribué à                 | Réalisateur    | Pays            | Section                    |
| -------------------------- | -------------- | --------------- | -------------------------- |
| Caché                      | Michael Haneke | France Autriche | Compétition                |
| Sangre                     | Amat Escalante | Mexique         | Un Certain Regard          |
| Crying Fist (Jumeogi unda) | Ryoo Seung-wan | Corée du Sud    | Quinzaine des Réalisateurs |